# 鋸齒形
鋸齒形（英語：zigzag）是由許多折線組成，類似鋸子齒外形的模式，鋸齒形會有很多轉折的點，轉折點大致會在二條平行線上，轉折點之間是由直線連接。
以對稱的觀點來看，規則的鋸齒形可以用線段加上滑移反射來產生。
鋸齒形的英文zigzag語源不明，最早出現在印刷品是在十七世紀末的法國書籍上。

## 鋸齒形的例子
三角波及鋸齒波的軌跡為鋸齒形。
齿边布样剪刀是刀刃設計為鋸齒形的剪刀，可以剪紙張或布料，產生鋸齒狀的邊緣。
木工用的摺疊尺也是鋸齒形的。

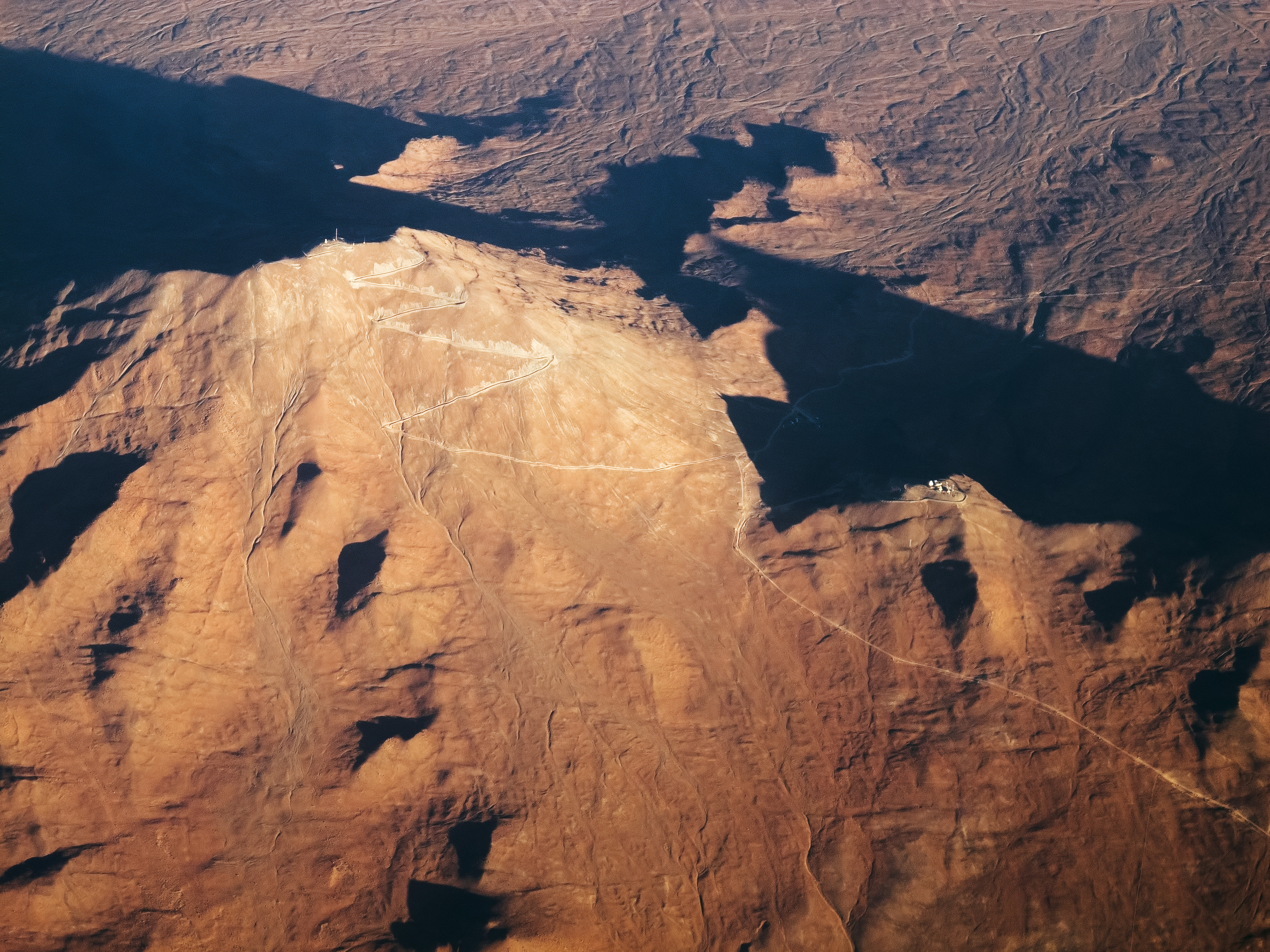
地形中有明顯的鋸齒形

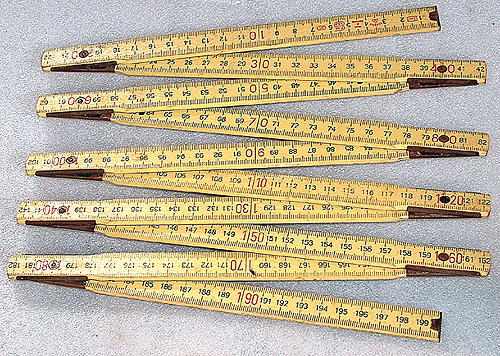
二公尺的木工尺摺疊

鋸齒形是陶器的常用裝飾圖案之一，在義大利餃的邊緣也常見有鋸齒形。
在縫紉中，曲折縫是一種鋸齒形的縫紉圖案。
曲折拱（英語：zigzag arch）是伊斯蘭建築、拜占庭式建筑、諾曼建築及罗曼式建筑中的建築裝飾。